# Duninowo (przystanek kolejowy)
Duninowo – zlikwidowany przystanek Sławieńskiej Kolei Powiatowej w Duninowie w województwie pomorskim, w Polsce. Pierwotnie stacja, później przystanek, znajdował się na rozebranej linii ze Sławna do Ustki.